# 朝来市図書館
朝来市図書館（あさごしとしょかん）は、日本の兵庫県朝来市が設置している公立図書館組織である。

## 概要
2005年（平成17年）に当時の朝来郡4町（生野町、和田山町、山東町、朝来町）が合併して朝来市が成立したことにより、旧和田山町立図書館を本館、合併直前に開館したあさご森の図書館を分館とする2館体制で発足した。他2町が設置していた図書室は生野町民図書室が図書館の配下とされた一方、山東公民館図書室は図書館組織への統合対象に含まれていない。
播磨・但馬地域の公立図書館で構成される播但図書館連絡協議会には旧和田山町立図書館の時代から参加しているが、同協議会では参加館を置く自治体の住民を対象とした広域貸し出しを実施しておらず、隣接する市町の図書館・図書室と個別に協定を結ぶ形となっている。

## 和田山図書館
朝来市立和田山図書館（あさごしりつわだやまとしょかん）は、1995年（平成7年）8月1日に当時の朝来郡和田山町が郡内初の常設型公立図書館として開館した和田山町立図書館を前身とする。2005年（平成17年）4月1日に朝来郡4町が合併して朝来市が成立したことに伴い現名称となり、以降は新たに発足した朝来市図書館の本館と位置付けられている。
鉄筋コンクリート構造の1階平屋建て。

### アクセス
JR山陰本線の和田山駅で下車、国道9号沿いに南東へ徒歩15分。
周辺施設
- 和田山ジュピターホール
- 中央文化公園
- 朝来市役所
- 朝来警察署
- 兵庫県立和田山高等学校

## 分館・図書室
市内には和田山図書館の他に1館2室が置かれているが、このうち山東公民館図書室は朝来市図書館の配下となっていない。

### あさご森の図書館
あさご森の図書館（あさごもりのとしょかん）は4町合併直前の2005年（平成17年）3月13日、当時の朝来町が進めていた町立図書館の設置計画に基づき開館した。合併を目前に控えての開館となったため3週間ほどは蔵書の貸し出しを行わず館内閲覧のみに留め、4月1日の合併当日より市民への貸し出しを開始した。
地元産の木材を多用した1階平屋建てで、生涯学習施設のあさごエコハウスが隣接している。
- 所在地：679-3431 兵庫県朝来市新井194

北緯35度14分36.33秒 東経134度47分49.11秒 / 北緯35.2434250度 東経134.7969750度
- 蔵書数：61,441冊（2019年3月末時点）
- 延床面積：666.00m2
- ISIL：JP-1004948

### 生野図書室
生野公民館（朝来市役所生野支所内）に併設。
- 所在地：679-3392 兵庫県朝来市生野町口銀谷791-1 朝来市役所生野支所2階

北緯35度10分1.35秒 東経134度47分43.42秒 / 北緯35.1670417度 東経134.7953944度
- 蔵書数：8,198冊（2019年3月末時点）
- ISIL：JP-1006602

### 山東公民館図書室
山東公民館に併設。朝来市図書館の配下となっておらず、図書館の蔵書検索対象には含まれない。
- 所在地：669-5104 兵庫県朝来市山東町末歳710

北緯35度18分48.87秒 東経134度53分5.77秒 / 北緯35.3135750度 東経134.8849361度
- ISIL：JP-1006603

## 広域貸し出し
朝来市図書館では市民および朝来市への通勤・通学者の他、隣接自治体を中心に個別協定を結び広域貸し出しを実施している。
- 丹波市、豊岡市、養父市、宍粟市、神崎郡神河町、多可郡多可町、京都府福知山市

この他、明石市にある兵庫県立図書館の蔵書もインターネットで予約して本館カウンターでの受け取りが可能である（県立図書館の利用券は別途必要）。